# 변려문
변려문(騈儷文)은 문장이 4자와 6자를 기본으로 한 대구(對句)로 이루어져 수사적(修辭的)으로 미감(美感)을 주는 문체이다. 
변려체·변문 ·사륙문(四六文) ·사륙변려문이라고도 한다.

## 변려문의 유래
변은 한 쌍의 말이 마차를 끈다는 뜻이고, 여(儷)는 부부라는 뜻으로변려문이라는 명칭은 당송(唐宋) 8대가의 한 사람인 유종원(柳宗元)의 '걸교문(乞巧文)' 중 “변사려륙금심수구”라는 구절에서 유래한다. 

## 변려문의 특징
- 개념 및 문법적인 기능이 서로 대응하는 2개의 구(句)로써 대구(對句)를 이루어 문장의 대부분을 구성한다.
- 문장의 전편(全篇)이 4자구(四字句)를 주로 하고, 6자구(六字句)를 이에 따르도록 구성한다.‘사륙문’이라는 호칭은 여기서 나왔다.
- 구말(句末) 및 구중(句中)에서 일정한 규칙에 따라 평측(平仄)을 안배(按排)하고 문장의 운율을 알맞게 다듬는다.
- 고전(古典) 문장을 잘라서 쓰는, 이른바 단어를 교묘하게 활용하여 문장에 세련미를 갖게 한다.

## 변려문의 역사
변려문은 후한(後漢) 중말기(中末期)에 시작되어 위(魏) ·진(晋) ·남북조(南北朝)를 거쳐 당(唐)나라 중기까지 유행한 문체로, 변려문의 귀족적인 문체는 과도한 수사주의(修辭主義) 경향으로 말미암아 중당(中唐) 때 한유(韓愈) 등이 일으킨 산문개혁운동에 의하여 서서히 쇠퇴의 길을 걸었고, 한국에서는 신라 때에 이미 '문선(文選)'이 애독되면서 이 문체가 성행하였으며, 고려 때까지 계속되었다.

## 같이 보기
- 진유숭
- 한유